# Список німецьких імен
Список німецьких імен

## A
- Abraham - Абрагам
- Achaz - Ахац
- Achim - Ахім
- Ada - Ада
- Adalbert - Адальберт
- Adam - Адам
- Adela - Адела
- Adelbert - Адельберт
- Adelfried - Адельфрід
- Adelgund - Адельґунд(а)
- Adelhard - Адельгард
- Adelheid - Адельгайд(а)
- Adelina - Аделіна
- Adelinde - Аделінда
- Adeltraud - Адельтрауд
- Adeltraut - Адельтраут
- Adina - Адіна
- Adolf - Адольф
- Adolfa - Адольфа
- Adolfine - Адольфіна
- Adrian - Адріан
- Adriane - Адріана
- Agatha - Аґата
- Agilbert - Аґільберт
- Agilmar - Аґільмар
- Agnes - Аґнес
- Alban - Албан
- Albert - Альберт
- Albertine - Альбертіна
- Albin - Альбін
- Albine - Альбіна
- Albrecht - Альбрехт
- Alex - Алекс
- Alexa - Алекса
- Alexander - Александер
- Alexandra - Александра
- Alexis - Алексіс
- Alf - Альф
- Alfhard - Альфгард
- Alfons - Альфонс
- Alfred - Альфред
- Alice - Аліса
- Alina - Аліна
- Allmar - Алльмар
- Alma - Альма
- Alois - Алоїз
- Aloisia - Алоїзія
- Aloysius - Алоїзіус
- Alphonsus - Альфонсус
- Alrik - Алрік
- Altfried - Альтфрід
- Altrud - Альтруд(а)
- Alwin - Алвін
- Alwina - Алвіна
- Amadeus - Амадеус
- Amalia - Амалія
- Ambros - Амброс
- Ambrosius - Амброзіус
- Amelie - Амелія
- Anders - Андерс
- Andreas - Андреас
- Anett - Анетт(а)
- Angela - Анґела
- Angelika - Анґеліка
- Anna - Анна
- Annagret - Аннаґрет
- Annamarie - Аннамарі(я)
- Annekristin - Аннакрістін
- Anneluise - Аннелуїза
- Anrich - Анріх
- Ansbert - Ансберт
- Anselm - Ансельм
- Ansgar - Ансґар
- Anton - Антон
- Antonia - Антонія
- Antonius - Антоніус
- Arabella - Арабелла
- Arend - Аренд
- Ariane - Аріана
- Aribert - Аріберт
- Arist - Аріст
- Arite - Аріта
- Arkadius - Аркадіус
- Arlinde - Арлінда
- Armin - Армін
- Arnbert - Арнберт
- Arne - Арне
- Arnfred - Арнфред
- Arnfried - Арнфрід
- Arnhart - Арнгарт
- Arnhild - Арнгільд
- Arno - Арно
- Arnold - Арнольд
- Arnolf - Арнольф
- Arntraud - Арнтрауд
- Arnulf - Арнульф
- Aron - Арон
- Arthur - Артур
- Arved - Арвед
- Arwid - Арвід
- Arwin - Арвін
- Ascan - Аскан
- Aslind - Аслінд
- Astrid - Астрід
- August - Август
- Augusta - Августа
- Augustin - Августін
- Augustine - Августіна
- Augustinus - Августінус
- Augustus - Августус
- Axel - Аксель

## B
- Baldur - Бальдур
- Baldwin - Бальдвін
- Balthasar - Бальтазар
- Baptist - Баптист
- Barbara - Барбара(Варвара)
- Barbi - Барбі
- Bardo - Бардо
- Barnabas - Барнаба
- Bartho - Барто
- Barthold - Бартольд
- Bartholomäus - Варфоломій
- Bartosch - Бартош
- Basil - Базіл
- Bastian - Бастіан
- Belinda - Белінда
- Benedikt - Бенедикт
- Benedikta - Бенедикта
- Benediktus - Бенедиктус
- Benjamin - Беньямін
- Benno - Бенно
- Berit - Беріт
- Bernadette - Бернадетта
- Bernd - Бернд
- Bernfried - Бернфрід
- Bernhard - Бернгард
- Bernhardin - Бернгардін
- Bernhilde - Бернгільда
- Berni - Берні
- Berno - Берно
- Bernold - Бернольд
- Bernulf - Бернульф
- Bernward - Бернвард
- Bert - Берт
- Berta - Берта
- Berthold - Бертгольд
- Berti - Берті
- Bertin - Бертін
- Bertlinde - Бертлінда
- Bertold - Бертольд
- Bertolt - Бертольт
- Bertram - Бертрам
- Bertwald - Бертвальд
- Bertwalda - Бертвальда
- Bertwin - Бертвін
- Bettina - Беттіна
- Bianka - Б'янка
- Birga - Бірґа
- Birgitta - Бірґітта
- Birk - Бірк
- Birke - Бірка
- Björn - Бйорн
- Blasius - Блазіус
- Bodmar - Бодмар
- Bodo - Бодо
- Bodomar - Бодомар
- Bolko - Болко
- Bonifaz - Боніфац
- Boris - Борис
- Borka - Борка
- Borromäus - Борромеус
- Borwin - Борвін
- Botho - Бото
- Brandolf - Брандольф
- Brigitta - Бриґітта
- Bringfried - Бринґфрід
- Brünhilde - Брунгільда
- Bruno - Бруно
- Burchard - Бурхард
- Burckhard - Буркгард
- Burga - Бурґа
- Burgfried - Бурґфрід
- Burghard - Бурґард
- Burghart - Бурґарт
- Burghilde - Бурґільда
- Burgunda - Бурґунда
- Burkard - Буркард
- Burkhart - Буркгард

## C
- Carl - Карл
- Carla - Карла
- Carlheinz - Карлгайнц
- Carolina - Кароліна
- Carsten - Карстен
- Caspar - Каспар
- Catarina - Катаріна
- Catherina - Катерина
- Cathrin - Катрін
- Cay - Кай
- Cecilia - Цецилія
- Celina - Целіна
- Cersten - Керстен
- Charlotte - Карлотта
- Chris - Кріс
- Christa - Кріста
- Christella - Крістелла
- Christfried - Крістфрід
- Christfriede - Крістфріда
- Christhard - Крістгард
- Christhelm - Крістгельм
- Christhild - Крістгільд(а)
- Christian - Крістіан
- Christiana - Крістіана
- Christmut - Крістмут
- Christof - Крістоф
- Christopher - Крістофер
- Christophorus - Крістофорус
- Christsolde - Крістзольда
- Christward - Кріствард
- Clara - Клара
- Claudia - Клавдія
- Claudius - Клаудіус
- Claus - Клаус
- Clemens - Клеменс
- Clementine - Клементіна
- Conrad - Конрад
- Constantin - Константін
- Constanze - Констанца
- Cora - Кора
- Corbinian - Корбініан
- Cordian - Кордіан
- Cordula - Кордула
- Cornelia - Корнелія
- Cornelius - Корнеліус
- Cosmas - Комас
- Cuno - Куно
- Curd - Курд
- Curt - Курт

## D
- Dagmar - Даґмар
- Dagobert - Даґоберт
- Dahlia - Далія
- Damaris - Дамаріс
- Damian - Даміан
- Dana - Дана
- Daniel - Даніел
- Daniela - Даніела
- Dankfried - Данкфрід
- Dankhard - Данкгард
- Dankmar - Данкмар
- Dankward - Данквард
- Daphne - Дафна
- Darius - Даріус
- David - Давід
- Deborah - Дебора
- Delf - Дельф
- Delia - Делія
- Denise - Деніза
- Dennis - Денніс
- Derik - Дерік
- Desiderius - Дезідеріус
- Dethard - Детгард
- Detlev - Детлеф
- Detmar - Детмар
- Detrich - Детріх
- Diana - Діана
- Dieter - Дітер
- Dieterich - Дітеріх
- Dietfried - Дітфрід
- Dietgar - Дітґар
- Diether - Дітер
- Diethild - Дітгільда
- Dietmar - Дітмар
- Dietmund - Дітмунд
- Dietram - Дітрам
- Dietrich - Дітріх
- Dietwald - Дітвальд
- Dietwalt - Дітвальт
- Dietwolf - Дітвольф
- Dietz - Дітц
- Dimitri - Дімітрі
- Dinah - Діна
- Dionys - Діоніс
- Dirk - Дірк
- Ditmar - Дітмар
- Dominic - Домінік
- Dominikus - Домінікус
- Donat - Донат
- Donatus - Донатус
- Dora - Дора
- Doraline - Доралін
- Dorchen - Дорхен
- Dorena - Дорена
- Dorette - Доретта
- Dorina - Доріна
- Doris - Доріс
- Dorit - Доріт
- Dorothea - Доротея

## E
- Eberhard - Ебергард
- Eberhart - Ебергарт
- Eckard - Екард
- Eckbert - Екберт
- Eckehart - Екегард
- Eckert - Екерт
- Eckfried - Екфрід
- Eckhard - Екгард
- Eckhart - Екгарт
- Eckhold - Екгольд
- Edda - Едда
- Edelbert - Едельберт
- Edelburg - Едельбург
- Edelfried - Едельфрід
- Edelfriede - Едельфріда
- Edelgard - Едельґард
- Edelinde - Еделінда
- Edeltraud - Едельтрауд
- Edeltraude - Едельтрауда
- Edeltraut - Едельтраут
- Edeltrud - Едельтруд
- Edeltrudis - Едельтрудіс
- Edelweiß - Едельвайс
- Edgar - Едґар
- Edit - Едіт
- Editha - Едіта
- Edmar - Едмар
- Edmund - Едмунд
- Edwin - Едвін
- Edwina - Едвіна
- Egidius - Еґідіус
- Egmont - Еґмонт
- Egon - Еґон
- Einhard - Айнгард
- Ekhard - Екгард
- Ekkehard - Еккегард
- Elbert - Ельберт
- Eleasar - Елеазар
- Elena - Елена
- Eleonore - Елеонора
- Elfie - Ельфі
- Elfrieda - Ельфріда
- Elgine - Ельґіна
- Elias - Еліас
- Elisa - Еліза
- Elisabetha - Елізабета
- Elke - Ельке
- Elkmar - Елькмар
- Ella - Елла
- Ellen - Еллен
- Elli - Еллі
- Elmar - Елмар
- Elrike - Ельріка
- Elsa - Ельза
- Elsbeth - Ельзбет
- Elvira - Ельвіра
- Elwin - Елвін
- Emanuel - Емануель
- Emeram - Емерам
- Emerich - Емеріх
- Emil - Еміль
- Emilia - Емілія
- Emine - Еміна
- Emma - Емма
- Emmeram - Еммерам
- Emmeran - Еммеран
- Emmerich - Еммеріх
- Emmi - Еммі
- Engelbert - Енгельберт
- Engelberta - Енгельберта
- Engelbrecht - Енгельбрехт
- Engelhard - Енгельгард
- Engelmar - Енгельмар
- Enoch - Енох
- Erdmann - Ердманн
- Erdwin - Ердвін
- Erfried - Ерфрід
- Erhart - Ергарт
- Erich - Еріх
- Erik - Ерік
- Erika - Ерік
- Erk - Ерк
- Ermenfried - Ерменфрід
- Ermina - Ерміна
- Erna - Ерна
- Ernestine - Ернестіна
- Erno - Ерно
- Ernst - Ернст
- Ernstfried - Ернстфрід
- Erwin - Ервін
- Esaia - Езайя
- Esther - Естер
- Eugen - Ойґен
- Eustachius - Ойстахіус(Євстахій,Остап)
- Eva - Ева
- Ewa - Ева
- Ewald - Евальд
- Eyck - Ейк

## F
- Fabian - Фабіан
- Fabiane - Фабіана
- Falk - Фальк
- Falkhard - Фалькгард
- Falkmar - Фалькмар
- Falko - Фалько
- Felix - Фелікс
- Felizia - Феліція
- Ferdi - Ферді
- Ferdinand - Фердінанд
- Ferdinande - Фердінанда
- Ferdinandus - Фердінандус
- Ferfried - Ферфрід
- Ferhard - Фергард
- Fidelius - Фіделіус
- Filippina - Філіппіна
- Finn - Фінн
- Flora - Флора
- Florentin - Флорентін
- Florentius - Флорентіус
- Florenz - Флоренц
- Florian - Флоріан
- Florine - Флоріна
- Folker - Фолкер
- Folkhart - Фолкгарт
- Folko - Фолко
- Frank - Франк
- Franka - Франка
- Frankmut - Франкмут
- Franz - Франц
- Franziska - Франциска
- Franziskus - Францискус
- Franzpeter - Францпетер
- Frauke - Фрауке
- Fred - Фред
- Freimund - Фраймунд
- Freimuth - Фраймут
- Freiwald - Фрайвальд
- Frida - Фріда
- Friderika - Фрідеріка
- Fridolin - Фрідолін
- Fridulf - Фрідульф
- Fried - Фрід
- Frieda - Фріда
- Friedbald - Фрідбальд
- Friedberg - Фрідберг
- Friedbert - Фрідберт
- Friedeborn - Фрідеборн
- Friedegund - Фрідегунда
- Friedel - Фрідель
- Friedemann - Фрідеманн
- Frieder - Фрідер
- Friederike - Фрідеріка
- Friedewald - Фрідевальд
- Friedhard - Фрідгард
- Friedhelm - Фрідгельм
- Friedhilde - Фрідгільда
- Friedhold - Фрідгольд
- Friedjörg - Фрідйорг
- Friedlieb - Фрідліб
- Friedlinde - Фрідлінда
- Friedmar - Фрідмар
- Friedmuth - Фрідмут
- Friedolf - Фрідольф
- Friedrich - Фрідріх
- Friedwald - Фрідвальд
- Friedwin - Фрідвін
- Frigga - Фріґґа
- Frithjof - Фрітьйоф
- Fritz - Фріц
- Frohlinde - Фролінда
- Frohmut - Фромут
- Frowin - Фровін
- Frowine - Фровіна
- Fynn - Фінн

## G
- Gabriel - Ґабрієль
- Gabriela - Ґабрієла
- Gangolf - Ґанґольф
- Gebhart -  Ґебгарт
- Gelbert - Ґелберт
- Georg - Ґеорґ
- Gerald - Ґеральд
- Gerd - Ґерд
- Gerda - Ґерда
- Gerdfried - Ґердфрід
- Gerdhilde - Ґердгільда
- Gereon - Ґереон
- Gerfried - Ґерфрід
- Gerhart - Ґергарт
- Gerhilde - Ґергільда
- Gerlach - Ґерлах
- Gerlinda - Ґерлінда
- German - Ґерман
- Germar - Ґермар
- Germo - Ґермо
- Germut - Ґермут
- Gernfried - Ґернфрід
- Gernod - Ґернод
- Gernulf - Ґернульф
- Gerold - Ґерольд
- Gerolf - Ґерольф
- Gerrit - Ґерріт
- Gert - Ґерт
- Gerta - Ґерта
- Gerthold - Ґертольд
- Gertmund - Ґертмунд
- Gertrude - Ґертруда
- Gertwin - Ґертвін
- Gerwald - Ґервальд
- Gerwine - Ґервіна
- Giesbert - Ґізберт
- Giesela - Ґізела
- Giselbert - Ґізелберт
- Giselher - Ґізелер
- Gismar - Ґізмар
- Gisold - Ґізольд
- Godo - Ґодо
- Godwin - Ґодвін
- Goldina - Ґолдіна
- Goldtraud - Ґолтрауд
- Gottfried - Ґоттфрід
- Gottfrieda - Ґоттфріда
- Gotthard - Ґоттгард
- Gotthold - Ґоттгольд
- Gottholde - Ґоттгольда
- Gottlieb - Ґоттліб
- Gottlob - Ґоттлоб
- Gottreich - Ґоттрайх
- Gottwald - Ґоттвальд
- Gregor - Ґреґор
- Gretchen - Ґретхен
- Grimbert - Ґрімберт
- Griseldis - Ґрізельдіс
- Guido - Ґвідо
- Gundolf - Ґундольф
- Gundula - Ґундула
- Gunfried - Ґунфрід
- Gunhard - Ґунгард
- Gunnar - Ґуннар
- Günter - Ґюнтер
- Gustav - Ґустав

## H
- Hagen - Гаґен
- Haimo -  Гаймо
- Hanfried - Ганфрід
- Hanna - Ганна
- Hannelore - Ганнелора
- Hannes - Ганнес
- Hanno - Ганно
- Hans - Ганс
- Hansdieter - Гансдітер
- Hansfried - Гансфрід
- Hansgerd - Гансґерд
- Hansgünter - Гансґюнтер
- Hanshelmut - Гансгельмут
- Hansi - Гансі
- Hansjörg - Гансйорг
- Hanskarl - Ганскарл
- Hanswolf - Гансвольф
- Harald - Гаральд
- Haralda - Гаральда
- Hardi - Гарді
- Harry - Гаррі
- Hartlieb - Гартліб
- Hartmann - Гартманн
- Hartmuth - Гартмут
- Hartwald - Гартвальд
- Hartwig - Гартвіґ
- Hartwin - Гартвін
- Hedda - Гедда
- Hedwig - Гедвіґ
- Heide - Гайде
- Heidebert - Гайдеберт
- Heidegunde - Гайдеґунда
- Heidemaria - Гайдемарія
- Heimar - Гаймар
- Heimwald - Гаймвальд
- Heiner - Гайнер
- Heinfried - Гайнфрід
- Heinrich - Генріх
- Heinz - Гайнц
- Heinzdieter - Гайнцдітер
- Heinzfried - Гайнцфрід
- Helbert - Гельберт
- Helena - Гелена
- Helgard - Гельґард
- Helge - Хельга
- Hellmut - Гельмут
- Helmar - Гельмар
- Helmrich - Гельмріх
- Helmut - Гельмут
- Helwig - Гельвіґ
- Helwin - Гельвін
- Hendrik - Гендрік
- Henning - Геннінґ
- Henrik - Генрік
- Henry - Генрі
- Herald - Геральд
- Herbert - Герберт
- Hermann - Германн
- Hermfried - Гермфрід
- Hermine - Герміна
- Herold - Герольд
- Herta - Герта
- Herwald - Гервальд
- Herward - Гервард
- Herwig - Гервіґ
- Hetty - Гетті
- Hieronim - Ієронім
- Hieronymus - Ієронімус
- Hilar - Ілар
- Hilarius - Іларій
- Hilda - Гільда
- Hildebert - Гільдеберт
- Hildebrand - Гільдебранд
- Hildegard - Гільдеґард
- Hildemar - Гільдемар
- Hildmar - Гільдмар
- Hilfried - Гільфрід
- Hilmar - Гільмар
- Hippolytus - Іпполіт
- Holger - Гольґер
- Holk - Гольк
- Holm - Гольм
- Holmer - Гольмер
- Horst - Горст
- Horstfried - Горстфрід
- Horstmar - Горстмар
- Hubert - Губерт
- Huberta - Губерта
- Hubertus - Губертус
- Hugo - Гуґо
- Huldine - Гульдіна
- Humbert - Гумберт

## I
- Ida - Іда
- Idamarie - Ідамарія
- Ignaz - Ігнац
- Ignazia - Ігнація
- Ilona - Ілона
- Ilrich - Ільріх
- Ilsa - Ільза
- Immanuel - Іммануель
- Ines - Інес
- Inga - Інґа
- Ingbert - Інґберт
- Ingmar - Інґмар
- Ingobert - Інґоберт
- Ingolf - Інґольф
- Ingomar - Інґомар
- Ingowart - Інґоварт
- Ingram - Інґрам
- Ingrid - Інґрід
- Inken - Інкен
- Inkmar - Інкмар
- Iochim - Йохім
- Iohann - Йоганн
- Irene - Ірена
- Irma - Ірма
- Irmgarda - Ірмґарда
- Irminfried - Ірмінфрід
- Isabella - Ізабелла
- Isbert - Ісберт
- Isedore - Ізедора
- Isfried - Ісфрід
- Isidor - Ізідор
- Isolde - Ізольда
- Iven - Івен
- Ivo - Іво

## J
- Jakob - Якоб
- Jan - Ян
- Jana - Яна
- Janette - Янетта
- Janfried - Янфрід
- Janina - Яніна
- Jannick - Яннік
- Jannik - Яннік
- Jasmin - Ясмін
- Jens - Єнс
- Jo - Йо
- Joachim - Йоахім
- Jochen - Йохен
- Johann - Йоганн
- Johanna - Йоганна
- Johannes - Йоганнес
- John - Йон
- Jonas - Йонас
- Jonathan - Йонатан
- Jonny - Йонні
- Jons - Йонс
- Jorg - Йорґ
- Josef - Йозеф
- Josefa - Йозефа
- Joseph - Йозеф
- Josephina - Йозефіна
- Jost - Йост
- Judith - Юдіт
- Julian - Юліан
- Juliana - Юліана
- Julius - Юліус
- Jurgen - Юрґен
- Justus - Юстус
- Jutta - Ютта

## K
- Kai - Кай
- Kajetan - Каєтан
- Karina - Каріна
- Karl - Карл
- Karla - Карла
- Karl-Heinz - Карл-Гайнц
- Karlernst - Карлернст
- Karlfriedrich - Карлфрідріх
- Karlgünter - Карлгюнтер
- Karlhans - Карлганс
- Karlheinz - Карлгайнц
- Karola - Карола
- Karolina - Кароліна
- Kasimir - Казімір
- Kaspar - Каспар
- Katharina - Катаріна
- Käthe - Кете
- Katherina - Катерина
- Kay - Кай
- Kersten - Керстен
- Kevin - Кевін
- Kilian - Кіліан
- Kira - Кіра
- Klaudius - Клаудіус
- Klaus - Клаус
- Klausjürgen - Клаус'юрген
- Klemens - Клеменс
- Knut - Кнут
- Koloman - Коломан
- Konrad - Конрад
- Konstantin - Константін
- Konstanze - Констанца
- Kora - Кора
- Korbinian - Корбініан
- Kornelius - Корнеліус
- Krauẞ - Краус
- Kristian - Крістіан
- Kristina - Крістіна
- Kruno - Круно
- Kunibert - Куніберт
- Kunigunda - Куніґунда
- Kunz - Кунц
- Kurt - Курт

## L
- Lambert - Ламберт
- Lazarus - Лазарус
- Landolf - Ландольф
- Larissa - Ларісса
- Lars - Ларс
- Laura - Лаура
- Laurenz - Лауренц
- Lea - Леа
- Leander - Леандер
- Leberecht - Леберехт
- Lebrecht - Лебрехт
- Lennard - Леннард
- Lenz - Ленц
- Leo - Лео
- Leon - Леон
- Leonhard - Леонгард
- Leonie - Леонія
- Leopold - Леопольд
- Leopoldina - Леопольдіна
- Lewin - Левін
- Lex - Лекс
- Liane - Ліана
- Lienhard - Лінгард
- Liliane - Ліліана
- Lilly - Ліллі
- Linda - Лінда
- Lindmar - Ліндмар
- Lion - Ліон
- Lisa - Ліза
- Liselotte - Лізелотта
- Löb - Льоб
- Lore - Лора
- Lorenz - Лоренц
- Lothar - Лотар
- Lotte - Лотта
- Lovis - Ловіс
- Löwis - Льовіс
- Loy - Лой
- Lucas - Лукас
- Lucian - Луціан
- Lucie - Луція
- Ludger - Лудґер
- Ludimar - Лудімар
- Ludwig - Людвіг
- Luisa - Луїза
- Luitpold - Луїтпольд
- Lujo - Луйо
- Lukas - Лукас
- Lutz - Луц

## M
- Madlen - Мадлен
- Magda - Маґда
- Magdalena - Маґдалена
- Magnus - Маґнус
- Maik - Майк
- Maja - Майя
- Malwine - Мальвіна
- Manfred - Манфред
- Manfreda - Манфреда
- Manhard - Мангард
- Manhold - Мангольд
- Manuel - Мануель
- Manuela - Мануела
- Marc - Марк
- Marcel - Марцель
- Marcus - Маркус
- Marfried - Марфрід
- Marga - Марґа
- Margareta - Марґарета
- Margarethe - Марґарета
- Margarita - Марґарита
- Margit - Марґіт
- Margolf - Марґольф
- Margotta - Марґотта
- Margret - Марґрет
- Maria - Марія
- Marian - Маріан
- Marianne - Маріанна
- Marina - Марина
- Mario - Маріо
- Marius - Маріус
- Mark - Марк
- Markus - Маркус
- Marlen - Марлен
- Martha - Марта
- Martin - Мартін
- Marvin - Марвін
- Marzellus - Марцеллус
- Mathias - Матіас
- Mathis - Матіс
- Matthäus - Маттеус
- Matthias - Маттіас
- Maurus - Маурус
- Max - Макс
- Maximillian - Максиміліан
- Mayk - Майк
- Meik - Майк
- Meinard - Майнард
- Meinfried - Майнфрід
- Meinhard - Майнгард
- Meinolf - Майнольф
- Meinrad - Майнрад
- Melanie - Меланія
- Melchior - Мельхіор
- Melinda - Мелінда
- Merlinde - Мерлінда
- Merten - Мертен
- Micha - Міха
- Michael - Міхаель
- Michaela - Міхаела
- Michel - Міхель
- Minna - Мінна
- Mira - Міра
- Miriam - Міріам
- Mirko - Мірко
- Mischel - Мішель
- Monika - Моніка
- Moritz - Моріц
- Moses - Мозес

## N
- Nanny - Нанні
- Napoleon - Наполеон
- Natalia - Наталія
- Nathanael - Натанаель
- Naum - Наум
- Neidhard - Найдгард
- Neithart - Найтгарт
- Nelly - Неллі
- Nepomuk - Непомук
- Nick - Нік
- Nickel - Ніккель
- Nicky - Нікі
- Niclas - Ніклас
- Nico - Ніко
- Nicolas - Ніколас
- Nicolaus - Ніколаус
- Niels - Нільс
- Niklas - Ніклас
- Niklaus - Ніклаус
- Niko - Ніко
- Nikodem - Нікодем
- Nikodemus - Нікодемус
- Nikolai - Ніколай
- Nikolas - Ніколас
- Nikolaus - Ніколаус
- Nils - Нільс
- Noach - Ноах
- Nora - Нора
- Norbert - Норберт
- Nordfried - Нордфрід
- Norfried - Норфрід
- Norman - Норман
- Norwin - Норвін
- Notfried - Норфрід
- Notker - Ноткер
- Nunzius - Нунціус

Nadine 

## O
- Olaf - Олаф
- Ole - Оле
- Olf - Ольф
- Olga - Ольга
- Oliver - Олівер
- Olivia - Олівія
- Olli - Оллі
- Ornulf - Орнульф
- Ortfried - Ортфрід
- Ortmund - Ортмунд
- Ortwin - Ортвін
- Oscar - Оскар
- Oskar - Оскар
- Osmund - Осмунд
- Oswald - Освальд
- Oswin - Освін
- Otbert - Отберт
- Otfried - Отфрід
- Otger - Отґер
- Otheinrich - Отгайнріх
- Othmar - Отмар
- Otmar - Отмар
- Ottfried - Оттфрід
- Otthard - Оттгард
- Otthart - Оттгарт
- Otthein - Оттгайн
- Ottheinrich - Оттгайнріх
- Ottheinz - Оттгайнц
- Otthold - Оттгольд
- Ottilia - Оттілія
- Ottkar - Отткар
- Ottmar - Оттмар
- Otto - Отто
- Ottobert - Оттоберт
- Ottokar - Оттокар
- Ottomar - Оттомар
- Ottwin - Оттвін
- Otwald - Отвальд
- Otwin - Отвін

## P
- Pamela - Памела
- Pankratius - Панкраціус
- Pankraz - Панкрац
- Pascal - Паскаль
- Pascual - Паскуаль
- Patricia - Патриція
- Patrick - Патрік
- Patrizia - Патриція
- Paul - Пауль
- Paula - Паула
- Paulfried - Паулфрід
- Paulina - Пауліна
- Paulinus - Паулінус
- Paulus - Паулюс
- Peter - Петер
- Petra - Петра
- Philander - Філандер
- Philip - Філіп
- Philipp - Філіпп
- Phillip - Філліп
- Phillippus - Філліппус
- Pier - Пір
- Pietter - Піттер
- Pina - Піна
- Pirmin - Пірмін
- Pius - Піус
- Polycarp - Полікарп
- Primus - Прімус

## R
- Radulf - Радульф
- Raimar - Раймар
- Raimond - Раймонд
- Raimund - Раймунд
- Raimunde - Раймунда
- Rainald - Райнальд
- Rainer - Райнер
- Rainhard - Райнгард
- Rainmund - Райнмунд
- Ralf - Ральф
- Ralph - Ральф
- Randolf - Рандольф
- Raphael - Рафаель
- Rasso - Рассо
- Raymund - Раймунд
- Rebecca - Ребекка
- Regina - Реґіна
- Reginbert - Реґінберт
- Reimo - Раймо
- Reimund - Раймунд
- Reimunde - Раймунда
- Reinald - Райнальд
- Reinar - Райна
- Reinbert - Райнберт
- Reiner - Райнер
- Reinfried - Райнфрід
- Reinhard - Райнгард
- Reinhold - Райнгольд
- Reinmar - Райнмар
- Reino - Райно
- Reinold - Райнольд
- Reinulf - Райнульф
- Reinwald - Райнвальд
- Rembert - Ремберт
- Remigius - Реміґіус
- René - Рене
- Renald - Ренальд
- Renatus - Ренатус
- Reni - Рені
- Renold - Ренольд
- Rezzo - Реццо
- Ria - Рія
- Richard - Ріхард
- Rico - Ріко
- Rigbert - Ріґберт
- Rigo - Ріґо
- Rigobert - Ріґоберт
- Rimbert - Рімберт
- Ringo - Рінго
- Rita - Ріта
- Robby - Роббі
- Robert - Роберт
- Rochus - Рохус
- Roderich - Родеріх
- Roger - Роґер
- Roland - Роланд
- Rolf - Рольф
- Roman - Роман
- Romanus - Романус
- Romy - Ромі
- Ronald - Рональд
- Ronny - Ронні
- Rosa - Роза
- Rosalie - Розалія
- Rosalinde - Розалінда
- Roselius - Розеліус
- Rotger - Ротґер
- Rothmund - Ротмунд
- Rouven - Роувен
- Ruben - Рубен
- Rudenz - Руденц
- Rudger - Рудґер
- Rudi - Руді
- Rüdiger - Рюдіґер
- Rudolf - Рудольф
- Rudolph - Рудольф
- Runald - Рунальд
- Runfried - Рунфрід
- Rupert - Руперт
- Ruprecht - Рупрехт
- Rutger - Рутґер
- Ruth - Рут
- Ruthard - Рутгард
- Ruthilde - Рутгільда

## S
- Sabine - Забіне (Сабіна)
- Sabrine - Забріна
- Sahra - Зара (Сара)
- Samuel - Замуель
- Sandra - Зандра
- Sax - Закс
- Schaub - Шауб
- Sebald - Зебальд
- Sebastian - Зебастіан
- Seebald - Зебальд
- Selina - Зеліна
- Sella - Зелла
- Selma - Зелма
- Senta - Зента
- Sepp - Зепп
- Sergius - Зерґіус
- Severin - Зеверін (Северин)
- Sibilla - Сибілла
- Sibrand - Зібранд
- Sidonius - Сідоній
- Siegbert - Зіґберт
- Siegert - Зіґерт
- Siegfrid - Зіґфрід
- Siegfried - Зіґфрід
- Sieghard - Зіґгард
- Sieghelm - Зіґгельм
- Siegmar - Зіґмар
- Siegmund - Зиґмунд
- Siegulf - Зіґульф
- Siegwald - Зіґвальд
- Siegward - Зіґвард
- Sigbert - Зіґберт
- Sigfrid - Зіґфрід
- Siggi - Зіґґі
- Sighard - Зіґгард
- Sighelm - Зіґгельм
- Sigisbert - Зіґісберт
- Sigismund - Сигізмунд
- Sigmar - Зіґмар
- Sigmund - Зіґмунд
- Sigmut - Зіґмут
- Sigolf - Зіґольф
- Sigrid - Зіґрід
- Sigurd - Зіґурд
- Sigward - Зіґвард
- Silvester - Зільвестер
- Silvia - Зільвія
- Silvio - Зільвіо
- Simon - Симон
- Simone - Зімоне
- Simpert - Зімперт
- Sixtus - Зікстус
- Sofia - Зофія (Софія)
- Sonnfried - Зоннфрід
- Sonnhard - Зоннгард
- Stanislaus - Станіслаус
- Stella - Стелла
- Stefan - Штефан
- Steffen - Штеффен
- Steph - Штеф
- Stephan - Штефан
- Stephania - Стефанія
- Sturmhard - Штурмгард
- Susanna - Сусанна
- Swen - Свен
- Sybilla - Зібілла
- Sylvester - Зільвестер
- Sylvia - Зільвія
- Sylvio - Зільвіо
- Sylvius - Зільвіус

## T
- Tankred - Танкред
- Tassilo - Тассіло
- Tell - Телль
- Thaddäus - Таддеус
- Thankmar - Танкмар
- Thassilo - Тассіло
- Thea - Тея
- Theo - Тео
- Theobald - Теобальд
- Theobert - Теоберт
- Theodor - Теодор
- Theodore - Теодора
- Theofried - Теофрід
- Theohold - Теогольд
- Theophil - Теофіл
- Theophilus - Теофілус
- Theresa - Тереза
- Thielo - Тіло
- Thiemo - Тімо
- Thilo - Тіло
- Thomas - Томас
- Thoralf - Торальф
- Thorsten - Торстен
- Tiana - Тіана
- Tiberius - Тіберіус
- Tiburtius - Тібуртіус
- Tiemo - Тімо
- Til - Тіль
- Till - Тіль
- Tilmann - Тільман
- Timmo - Тіммо
- Timon - Тімон
- Timotheus - Тімотеус
- Tina - Тіна
- Tino - Тіно
- Titus - Тітус
- Tobias - Тобіас
- Tom - Том
- Tommy - Томмі
- Toni - Тоні
- Toralf - Торальф
- Torben - Торбен
- Torge - Торґе
- Torsten - Торстен
- Traugott - Трауґотт
- Trauhard - Траугард
- Tristan - Трістан
- Trudbert - Трудберт
- Trude - Труда
- Trutz - Труц

## U
- Udo - Удо
- Ulf - Ульф
- Ulfried - Ульфрід
- Uli - Улі
- Ulla - Улла
- Ulli - Уллі
- Ullrich - Улльріх
- Ulrich - Ульріх
- Ulrike - Ульріке
- Ulvi - Ульві
- Ulwin - Ульвін
- Uranius - Ураніус
- Urban - Урбан
- Ursula - Урзула
- Ursus - Урзус
- Utho - Уто
- Uto - Уто
- Utto - Утто
- Utz - Утц
- Uve - Уве
- Uwe - Уве

## V
- Valentin - Валентин
- Valerian - Валеріан
- Valli - Фаллі
- Veit - Файт
- Veith - Файт
- Velten - Фельтен
- Viktor - Віктор
- Viktoria - Вікторія
- Vilma - Вільма
- Vincenz - Вінценц
- Vinzent - Вінцент
- Vinzentia - Вінценція
- Viola - Віола
- Vitalis - Віталіс
- Vitus - Фітус
- Volkard - Фолькард
- Volkart - Фолькарт
- Volkbert - Фолькберт
- Volker - Фолькер
- Volkhard - Фолькгард
- Volkher - Фолькгер
- Volkmar - Фолькмар
- Volkrad - Фолькрад
- Volkward - Фольквард
- Vollrath - Фолльрат
- Volrad - Фольрад
- Vreni - Френі

## W
- Walbert - Вальберт
- Walda - Вальда
- Waldemar - Вальдемар
- Waldfried - Вальдфрід
- Walfried - Вальфрід
- Walter - Вальтер
- Walther - Вальтер
- Waltraut - Вальтраут
- Wanda - Ванда
- Warnfried - Варнфрід
- Wassili - Вассілі
- Welf - Вельф
- Welfhard - Вельфгард
- Wendel - Вендель
- Wendelin - Венделін
- Wendemar - Вендемар
- Wennemar - Веннемар
- Wenzel - Венцель
- Wera - Вера
- Werner - Вернер
- Wernfried - Вернфрід
- Wernhard - Вернгард
- Werther - Вертер
- Wichard - Віхард
- Wido - Відо
- Wiegand - Віґанд
- Wiegbert - Віґберт
- Wieghart - Віґгарт
- Wieland - Віланд
- Wiethold - Вітольд
- Wigand - Віґанд
- Wigbert - Віґберт
- Wiglaf - Віґлаф
- Wilbert - Вільберт
- Wilbrand - Вільбранд
- Wilderich - Вільдеріх
- Wilfried - Вільфрід
- Wilhard - Вільгард
- Wilhelm - Вільгельм
- Wilhelmine - Вільгельміна
- Willi - Віллі
- Willibald - Віллібальд
- Willibert - Вілліберт
- Willmar - Вілльмар
- Willrich - Вілльріх
- Willy - Віллі
- Wilma - Вільма
- Wilmar - Вільмар
- Wilmhard - Вільмгард
- Wilmut - Вільмут
- Winand - Вінанд
- Winfrid - Вінфрід
- Winfried - Вінфрід
- Wingolf - Вінґольф
- Winnimar - Віннімар
- Winrich - Вінріх
- Withold - Вітольд
- Witmar - Вітмар
- Woldemar - Вольдемар
- Wolf - Вольф
- Wolfbert - Вольфберт
- Wolfdieter - Вольфдітер
- Wolfdietrich - Вольфдітріх
- Wolfeckart - Вольфеккарт
- Wolfgünter - Вольфґюнтер
- Wolfgang - Вольфґанґ
- Wolfhard - Вольфгард
- Wolfhelm - Вольфгельм
- Wolfhermann - Вольфгерманн
- Wolfmar - Вольфмар
- Wolfram - Вольфрам
- Wolfried - Вольфрід
- Wolrad - Вольрад
- Wulf - Вульф
- Wulfhard - Вульфгард
- Wunibald - Вунібальд
- Wunnibald - Вуннібальд